# Gros-Chastang
Gros-Chastang település Franciaországban, Corrèze megyében. Lakosainak száma 184 fő (2022. január 1.). Gros-Chastang Bassignac-le-Haut, Gumond, Marcillac-la-Croisille, La Roche-Canillac, Saint-Martin-la-Méanne és Saint-Pardoux-la-Croisille községekkel határos.

## Népesség
A település népességének változása:
| Lakosok száma | 210  | 166  | 177  | 172  | 173  | 178  | 181  | 187  | 190  | 184  |
|               | 1968 | 1982 | 1990 | 2006 | 2013 | 2015 | 2017 | 2019 | 2020 | 2022 |